# Wisconsin
O Wisconsin (/wɪsˈkɒnsɨn/; ou raramente Visconsim) é um dos 50 estados dos Estados Unidos, localizado na região norte do país. O Wisconsin possui um dos maiores rebanhos de gado bovino do país. O estado é o maior produtor nacional de queijo e manteiga, e o segundo maior produtor de leite do país. A indústria agropecuária já foi a fonte de renda mais importante do estado. Porém, atualmente, as principais fontes de renda são, em ordem decrescente de importância, a prestação de serviços financeiros e imobiliários, a indústria de manufatura e o turismo.
Historicamente, o Wisconsin tem-se destacado por ter sido o local de nascimento do progressivismo político na história dos Estados Unidos, durante as décadas de 1890 e 1900. O Wisconsin é pioneiro na adoção de direitos laborais, reformas econômicas, sociais e educacionais, e foi o primeiro estado a abolir a pena de morte no país. O Wisconsin também se destaca por ser um grande centro educacional, área onde o Estado também é pioneiro. A primeira universidade norte-americana a aceitar cursos onde o ensino era realizado a distância, via correspondências, e o primeiro jardim de infância norte-americano foram fundados no Wisconsin.
Os primeiros exploradores europeus no Wisconsin foram os franceses. O Wisconsin fizera parte da colônia francesa de Nova França até 1763, quando passou a ser controlada pelo Reino da Grã-Bretanha. Em 1783, após a independência dos Estados Unidos, a região que atualmente constitui o Wisconsin passou a ser administrada pelo último. Esta região fez parte de numerosos territórios norte-americanos até 20 de abril de 1836, quando o Território de Wisconsin foi fundado. Em 29 de maio de 1848, o Wisconsin tornou-se o 30º estado norte-americano.
Wisconsin é uma palavra de origem nativa norte-americana. Porém, não se sabe ao certo o significado desta palavra, que pode significar agrupamento de águas, campos selvagens de arroz, terra natal ou grande rocha.

## História

### Até 1848
À época da chegada dos primeiros exploradores europeus à região que atualmente constitui o estado do Wisconsin, durante o século XVII, três tribos nativos americanas viviam na região: os dakota, os menominee e os winnebago. Durante o século XVIII, numerosas outras tribos e povos nativos americanos, vindos do leste, instalariam-se no Wisconsin, como os chippewa, os Illinois, os Ottawa e os Sauk.
O primeiro explorador europeu a pisar no atual Wisconsin foi o francês Jean Nicolet, em 1634. Ele navegara ao longo dos Grandes Lagos, em direção ao oeste, acreditando na existência de uma rota para as Índias via os Grandes Lagos. Ao invés disto, Nicolet desembarcou em Wisconsin, onde atualmente está localizada a cidade de Green Bay. O primeiro assentamento fundado por europeus no Wisconsin foi fundado em 1660, por um missionário francês, René Ménard. Ménard posteriormente fundaria, durante a década de 1660, diversos outros assentamentos missionários ao longo do atual Wisconsin. René-Robert Cavelier, em 1682, reivindicaria toda a região à coroa francesa. O Wisconsin passou a fazer parte da Nova França, subdivisão administrativa de Luisiana.
O povoamento por parte de colonos de ascendência européia na região foi realizado primariamente através da fundação de diversos pequenos postos comerciais na região do atual Wisconsin. A economia da região estava baseada primariamente na caça e na obtenção de peles de animais com os indígenas. De início, a relação entre os franceses e as tribos nativos americanas na região era amistosa. Porém, estas relações deterioraram-se após o início do maior controle das terras da região por parte dos franceses. Em 1712, guerra iniciou-se entre os franceses e os nativos americanos da tribo Fox. Esta guerra teve início por causa de disputas territoriais, quanto ao controle da região do Rio Fox. A guerra teria fim somente em 1740, resultando em vitória francesa. Os franceses obtiveram o firme controle da região do Rio Fox, mas pagaram um alto preço por isto: a guerra não somente havia enfraquecido drasticamente as forças militares francesas no Wisconsin como também causou o deterioramento das relações entre franceses e nativos americanos.
A Guerra Franco-Indígena teve início em 1754, entre os franceses e os britânicos. A guerra teve fim em 1763. Sob os termos do Tratado de Paris de 1763, os franceses cederam toda a região da Nova França a leste do Rio Mississípi aos britânicos. Assim sendo, o Wisconsin passou a ser colônia britânica. Em 1774, sob os termos do Ato de Quebec, a região de Winsconsin passou a fazer parte da colônia britânica de Quebec. Este ato foi um dos motivos que causaram a Guerra da Independência dos Estados Unidos.
Após a das Treze Colônias, em 1783, sob os termos do Tratado de Paris de 1783, os territórios controlados pelos britânicos ao sul dos Grandes Lagos e a oeste dos Apalaches passaram a serem controlados pelos americanos, incluindo o atual Wisconsin. Entre 1800 e 1809, o Wisconsin fez parte do Território de Indiana, entre 1809 e 1818, do Território de Illinois, e entre 1818 e 1836, do Território de Michigan.
O atual Wisconsin começou a receber milhares de assentadores por ano durante a década de 1820, graças à descoberta de ferro e chumbo na região. Em 1832, a Guerra Black ocorreu entre nativos americanos liderados pelo chefe indígena Black Hawk, chefe indígena dos saux, e os colonos de ascendência européia na região. A guerra iniciou-se quando, em abril, Black Hawk, comandando cerca de mil índios, partiu da região do atual Iowa rumo ao Illinois. Ao final da guerra, que terminou no mesmo ano, haviam sobrevivido apenas 150 indígenas.
O crescimento populacional da região fez com que, em 20 de abril de 1836, o Território de Wisconsin fosse criado. Este território incluía muito dos atuais estados de Dakota do Norte, Dakota do Sul, Iowa e Minnesota. Nos anos seguintes, secções do estado foram cedidas para outros territórios americanos. Em 29 de maio de 1848, o Wisconsin foi elevado à categoria de estado, tornando-se o 30° estado americano. Ao mesmo tempo, o Wisconsin adquiriu seus atuais limites territoriais. A indústria da mineração entraria então em declínio, para ser substituída como principal fonte de renda do Wisconsin pela agropecuária.

### 1848 - Tempos atuais
Em fevereiro de 1854, um grupo de políticos do Wisconsin reuniu-se na cidade de Ripon, Wisconsin, para discutir sobre o Ato de Kansas-Nebraska, recentemente aprovado pelo congresso americano. Este ato permitia que os territórios de Kansas e Nebraska utilizassem, caso quisessem, o trabalho escravo, fato que revoltou políticos do Norte abolicionista. Decisões tomadas neste encontro posteriormente ajudariam na fundação do Partido Republicano, ainda em 1854. Em apenas dois anos após sua criação, os republicanos dominaram politicamente o estado. Por mais de um século, os republicanos controlariam, a nível estadual e nacional, as políticas do Wisconsin.
Durante a década de 1890, uma ala do Partido Republicano no Wisconsin dividiu-se do restante do partido. Esta ala, composta por republicanos liderados por Robert M. La Follette. Esta ala republicana era contra a liderança do Partido Republicano - tanto no estado quanto no país - liderado primariamente por políticos que defendiam os interesses da indústria ferroviária. No Wisconsin, pesadamente dependente da indústria agropecuária, esta, por sua vez, dependente da indústria ferroviária, a maioria dos republicanos apoiou a ala contra os líderes dos republicanos no Wisconsin.
Apesar de não ter o apoio dos líderes do partido, Robert foi escolhido pela maioria do partido no estado a candidato nas eleições estaduais para governador de 1900. La Follette venceu as eleições. Ele governou o estado até 1906, tendo sido reeleito em 1902 e 1904. Neste meio-termo, Robert adotou diversos atos e leis, que davam prioridade à população rural do estado, e não aos ricos proprietários de ferrovias. Estes atos e leis incluem impostos aplicados à herança, a regulação dos preços - até então abusivos - cobrados para o transporte de carga de e para o estado, o melhoramento do sistema público de ensino e de novos impostos para a indústria ferroviária. Robert indicou diversos universitários para atuarem no governo, parte da ideia que o próprio chamou de "ideia do Wisconsin", ideia baseada no pensamento que o estado deveria ser governado por pessoas experientes com um dado assunto - com ou sem influência político-econômica - e não somente por pessoas meramente influenciais. Tais programas de governo ficaram conhecidos como programas progressistas.
Em 1911, o Legislativo do Wisconsin aprovou leis trabalhistas, que protegiam trabalhadores vítimas de acidentes de trabalho, por causa da negligência dos proprietários. Foi o primeiro estado americano a adotar uma lei do gênero. O estado prosperaria com a Primeira Guerra Mundial, graças aos altos preços de produtos agrários em geral e da alta demanda destes produtos. Porém, após a guerra, os preços de produtos agrários em geral caíram no mercado, causando uma grande recessão econômica no estado, então dependente do cultivo de trigo e milho.
A recessão agravaria-se drasticamente com a Grande Depressão da década de 1930. Durante muito desta década, o estado seria governado por Philip F. La Follette, filho de Robert M. La Follette, eleito em 1930, reeleito em 1934 e em 1936. Philip propôs a criação de um programa de assistência sócio-econômica estadual em 1930. O programa foi aprovado pelo Legislativo, e o Wisconsin foi o primeiro estado americano a adotar um programa deste gênero no país. Posteriormente, Philip criaria diversos organizações governamentais e programas visando minimizar os efeitos da recessão no estado. A maior parte destas organizações e programas foram paralisados após a saída de Philip do governo do estado, em 1938.
Os efeitos da Grande Depressão teriam fim somente com a entrada dos Estados Unidos na Segunda Guerra Mundial. A indústria agropecuária do Wisconsin recuperou-se. Além disso, o estado passou a industrializar-se rapidamente. Após a o fim da guerra, com a queda dos produtos agropecuários no mercado, a importância da indústria agropecuária passou a cair gradualmente. A indústria de manufatura já era a principal fonte de renda do estado no início da década de 1950. A partir da década de 1960, o turismo passou a ser outra fonte de crescente importância para a economia do estado.
O Wisconsin passou a tornar-se um grande centro de fornecimento de educação superior durante a década de 1950. Diversas universidades e faculdades públicas foram construídas pelo governo do estado, e outras, construídas por empresas privadas, graças a incentivos fiscais fornecidos pelo estado. Somente entre 1950 e 1970, a Universidade de Wisconsin fundou 15 campi em diferentes cidades do estado. Em 1971, a Universidade de Wisconsin seria fundida com a Universidade Estadual de Wisconsin, criando assim o atual Sistema de Universidades de Wisconsin. Atualmente, o fornecimento de serviços de educação superior a estudantes vindos de outros estados do país ou do exterior é uma das principais fontes de renda do Wisconsin.

## Geografia

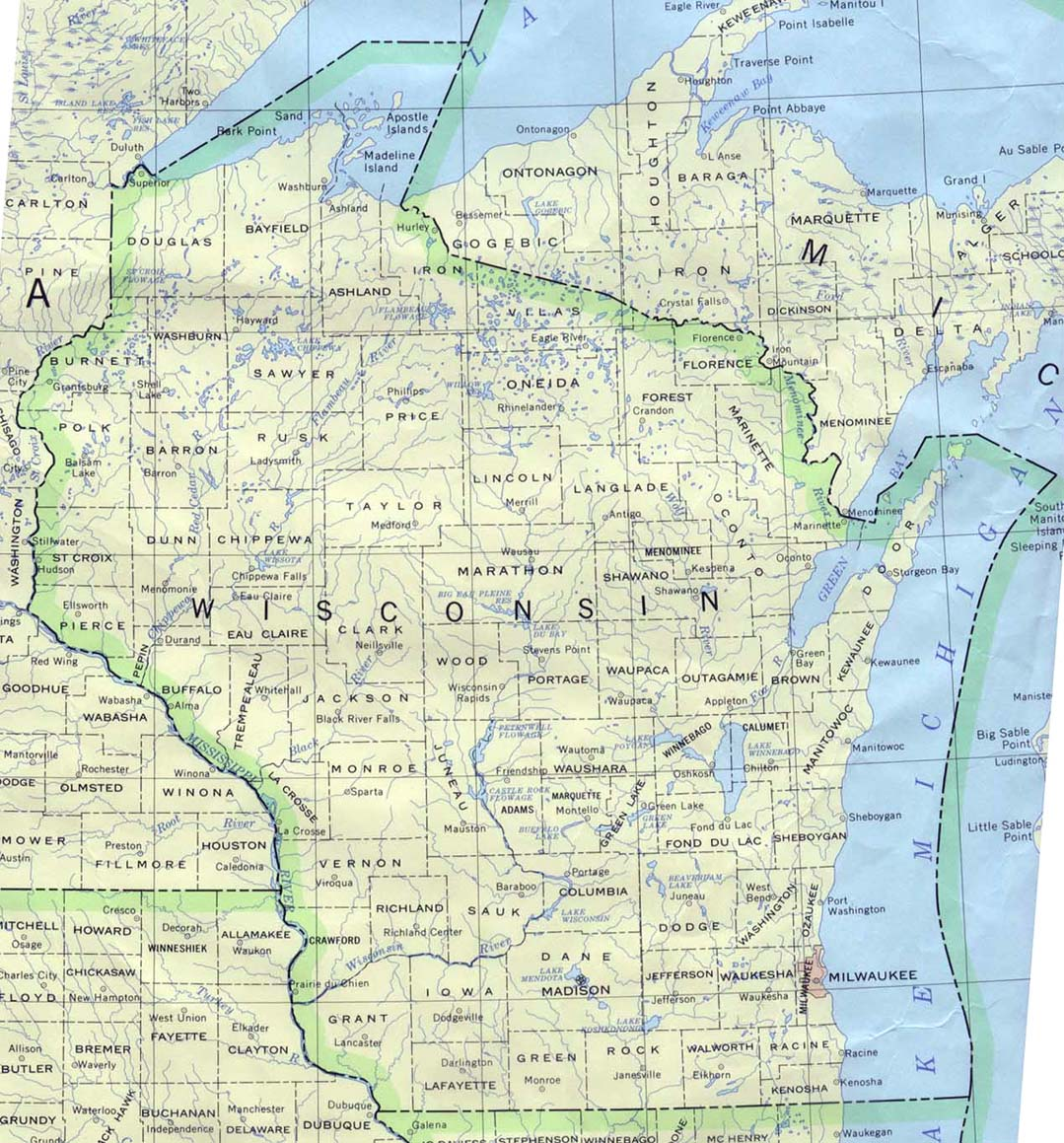
Mapa do Wisconsin e de seus 72 condados.

O Wisconsin limita-se ao norte com o lago Superior e com o estado de Michigan, a leste com o lago Michigan, ao sul com o Illinois, e a oeste com o Iowa e o Minnesota. Com quase 170 mil km2, é o 23º maior estado americano em área do país.
Os principais rios do estado são o rio Mississippi, que atua como fronteira natural entre o Wisconsin e os estados vizinhos de Iowa e Minnesota, e o rio Wisconsin. O estado possui centenas de quedas de água, e cerca de 15 milhares de lagos. Estas quedas de água e estes lagos são um dos principais pontos de recreação da população do estado, bem como um dos principais atrativos turísticos do Wisconsin. O maior lago do Wisconsin, inteiramente dentro do estado, é o lago Winnebago, com seus 557 km2. O litoral do estado ao longo dos Grandes Lagos possui 1 083 quilômetros de extensão - 613 km ao longo do Lago Michigan e 470 km ao longo do Lago Superior. Cerca de 48% do estado é coberto por florestas.
O Wisconsin pode ser dividido em cinco distintas regiões geográficas:
- os Planaltos Ocidentais cobrem a região centro-sul do oeste do Wisconsin. Caracteriza-se pelo seu terreno acidentado e seu solo rochoso. Possui o ponto mais alto do estado, o Morro Timmins, que possui 565 metros de altitude;
- as Planícies Centrais é uma região que estende-se desde a região central do Wisconsin até ao oeste do estado, ao norte dos Planaltos Ocidentais. Muito desta região foi coberta recentemente (há apenas alguns milhares de anos) por geleiras, que deixaram uma grande quantidade de sedimentos glaciais na região. Caracteriza-se pelo seu solo fértil e pelo seu terreno pouco acidentado;
- as Planícies e Montanhas do Oriente ocupam toda a região sudeste e leste do Wisconsin. Caracteriza-se pelo seu terreno pouco acidentado, marcado por montanhas compostas primariamente por sedimentos deixados por recentes geleiras. Esta é a região que possui o solo mais fértil do estado. O solo das Planícies e Montanhas do Oriente é um dos mais férteis do país. A maior parte da produção agrária do Wisconsin é realizada nesta região. Ao nordeste desta região localiza-se o ponto mais baixo do estado, no litoral do Wisconsin junto ao Lago Michigan, que possui 177 metros de altitude;
- os Planaltos Setentrionais ocupam a maior parte da região norte do Wisconsin. Caracterizam-se pela grande presença de morros florestados e pela grande quantidade de pequenos lagos, que atraem anualmente centenas de milhares de pessoas. A altitude da região aumenta à medida que se viaja em direção ao sul;
- as Planícies do Lago Superior ocupam o extremo norte do Wisconsin. Caracteriza-se pelo seu terreno plano e pela sua baixa altitude.

### Clima
O Wisconsin possui um clima temperado. Os invernos do interior do Wisconsin são rigorosos, e os verões, no interior, muito quentes. Já as regiões próximas aos Grandes Lagos possuem invernos menos severos e verões mais amenos.
No inverno, a temperatura cai à medida que se viaja em direção ao norte e longe dos Grandes Lagos. As menores temperaturas médias são registradas no noroeste do estado, a cerca de 60 km ao sul do Lago Superior, onde a temperatura média é de -11 °C. Já o sudeste possui uma temperatura média de -6°C. A temperatura mais baixa já registrada no estado foi de -48 °C, registrada em Coulderay, em 4 de fevereiro de 1996.
No verão, a temperatura aumenta à medida que se viaja em direção ao interior do estado. As maiores temperaturas médias são registradas no sudoeste, de 26 °C. As menores temperaturas são registradas no extremo norte, de 20 °C. A temperatura mais alta já registrada no Wisconsin foi de 46 °C, em Wisconsin Dells, em 13 de julho de 1936.
A taxa de precipitação média anual de chuva do Wisconsin é de 79 cm, variando entre mais de 90 cm no extremo sul a menos de 75 no extremo noroeste. A taxa de precipitação média anual de neve varia entre 250 cm no norte a 76 cm no sul.

## Política

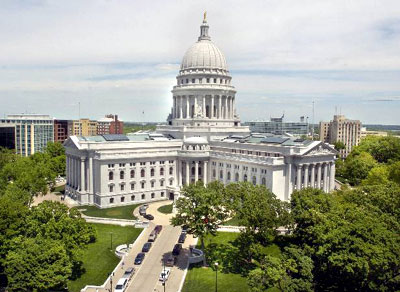
Vista do Capitólio do Estado de Wisconsin, em Madison.

A atual Constituição do Wisconsin foi adotada em 1848. Emendas à Constituição podem ser propostas pelo Poder Legislativo, e para serem aprovadas precisam de ao menos 51% dos votos de ambas as câmaras do Legislativo, e então serem aprovadas em um referendo por ao menos 51% da população eleitoral do estado. Outra maneira de realizar emendas à constituição é através de convenções constitucionais. Tais convenções, para serem realizadas, devem ser propostas no Legislativo, aprovadas por ao menos 51% de ambas as câmaras do Legislativo, e então por 51% da população eleitoral, em um referendo.
O principal oficial do Poder Executivo no Wisconsin é o governador. Este é eleito pelos eleitores do estado para mandatos de até quatro anos de duração, e pode ser reeleito quantas vezes quiser. O governador possui a responsabilidade de escolher mais de mil oficiais diferentes.
O Poder Legislativo do Wisconsin é constituído pelo Senado e pela Assembleia. O Senado possui um total de 33 membros, enquanto que a Assembleia possui um total de 99 membros. O Wisconsin está dividido em 33 distritos legislativos. Os eleitores de cada distrito elegem um senador e três representantes. Os senadores servem a mandatos de até quatro anos de duração, enquanto que o termo de ofício dos representantes é de no máximo dois anos. Os senadores e os representantes podem ser reeleitos ao cargo quantas vezes quiser.
A corte mais alta do Poder Judiciário de Wisconsin é a Suprema Corte de Wisconsin, composta por sete juízes, que são eleitos pela população para mandatos de até dez anos de duração, podendo ser reeleitos quantas vezes quiserem. O chefe de justiça da Suprema Corte é geralmente o juiz com mais anos de experiência na Suprema Corte.
O Wisconsin está dividido em 72 condados diferentes, todos governados por um conselho de supervisores, eleitos pela população de seus respectivos condados para mandatos que variam de acordo com o condado. No Wisconsin, uma town é um distrito administrativo de um dado condado - ao contrário da maioria dos outros estados do país, onde uma town é considerada uma cidade de importância secundária. Regiões administrativas a caráter municipal são cities (cidades) e villages (vilas).
Mais de 60% da receita do orçamento do governo do Wisconsin é gerada por impostos estaduais. O resto vem de verbas recebidas do governo federal e empréstimos. Em 2002, o governo do estado gastou 26,749 bilhões de dólares, tendo gerado 20,874 bilhões de dólares. A dívida governamental do Wisconsin é de 14,870 bilhões de dólares. A dívida per capita é de 2 733 dólares, o valor dos impostos estaduais per capita é de 2 172 dólares, e o valor dos gastos governamentais per capita é de 4 917 dólares.

## Demografia
O censo americano de 2000 estimou a população do Wisconsin em 5 363 675 habitantes, um crescimento de 6% em relação à população do estado em 1990, de 4 891 769 habitantes. Uma estimativa realizada em 2005 estima a população do estado em 5 536 201 habitantes, um crescimento de 13,2% em relação à população do estado em 1990, de 3,2%, em relação à população do estado em 2000, e de 0,6% em relação à população estimada em 2004.
O crescimento populacional natural do Wisconsin entre 2000 e 2005 foi de 119 347 habitantes - 361 534 nascimentos menos 242 187 óbitos - o crescimento populacional causado pela imigração foi de 46 106 habitantes, enquanto que a migração interestadual resultou no ganho de 14 595 habitantes. Entre 2000 e 2005, a população do Wisconsin cresceu em 172 486 habitantes, e entre 2004 e 2005, em 32 668 habitantes.
6,4% da população do Wisconsin possui menos de 5 anos de idade, 25,5%, menos de 18 anos de idade, e 13,1%, 65 anos de idade ou mais. Pessoas do sexo feminino compõem cerca de 50,6% da população do estado.
Etnias do Wisconsin em 2016.

### Raças e etnias
Composição racial da população do Wisconsin de acordo com o U.S. Census Bureau 2016:
- 72,0% brancos não-hispânicos
- 9,9% negros
- 9,8% latinos
- 4,8% asiáticos
- 1,0% povos ameríndios
- 2,5% outros

Os cinco maiores grupos étnicos do Wisconsin são alemães (que compõem 42,2% da população do estado), irlandeses (10,9%), poloneses (9,3%), noruegueses (8,5%) e ingleses (6,5%).
Inicialmente, os yankees (americanos originários da Região Centro-Atlântico e da Nova Inglaterra), e dominaram a indústria, as finanças, a política e a educação do estado. Grandes números de alemães instalaram-se no Wisconsin entre 1850 e 1900, primariamente em Milwaukee, mas também instalando-se em muitas pequenas cidades no Sul do estado. Escandinavos instalaram-se no noroeste do estado, trabalhando primariamente na agricultura e na silvicultura. Pequenas colônias belgas, finlandesas, suíças, entre outros, desenvolveram-se no estado. Irlandeses católicos instalaram-se primariamente nas cidades. Desde 1900 muitos imigrantes poloneses instalaram-se em Milwaukee, seguidos pelos afro-americanos a partir da década de 1940.
Atualmente, habitantes de ascendência alemã compõem o maior grupo étnico do estado - cerca de metade da população branca do Wisconsin declarou no censo americano de 2000 ascendência alemã primária ou parcial. Com 42,2% da população declarando serem descendentes primariamente de alemães, o Wisconsin é considerado por muitos nos Estados Unidos como o estado mais "alemão" do país - apesar da população da Dakota do Norte ser composta por 43,9% por alemães, assim podendo reivindicar este estatuto. Habitantes de ascendência escandinava - especialmente noruegueses - estão concentrados primariamente em algumas partes do oeste do estado. O Wisconsin também possui a maior percentagem de habitantes com ascendência polonesa.
86% da população afro-americana do Wisconsin vivem em uma das seguintes cinco cidades: Milwaukee, Racine, Madison, Kenosha e Beloit. Somente Milwaukee abriga aproximadamente três quartos da população afro-americana do estado. De fato, Milwaukee está entre as dez cidades americanas com o maior número de habitantes afro-americanos per capita. Na região dos Grandes Lagos, apenas Detroit e Cleveland possuem uma percentagem maior de afro-americanos.
33% da população de asiáticos do Wisconsin são pertencentes à etnia hmong, concentrados primariamente nas grandes cidades do estado. O Condado de Menominee é o único condado do leste americano onde nativos americanos compõem a maioria da população local.

### Religião
Percentagem da população de Wisconsin por afiliação religiosa:
- Cristianismo – 85%
  - Protestantes – 55%
    - Igreja Luterana – 23%
    - Igreja Metodista – 7%
    - Igreja Batista – 6%
    - Igreja Presbiteriana – 2%
    - Igreja Unida de Cristo – 2%
    - Testemunhas de Jeová - 2%
    - Outras afiliações protestantes – 15%

  - Igreja Católica – 29%
  - Outras afiliações cristãs – 1%
- Judeus – 1%
- Muçulmanos – 1%
- Outras religiões – 1%
- Sem religião – 12%

De acordo com os dados a maioria da população do Wisconsin considera-se cristã (85%), sendo a maioria protestantes 55%, os Luteranos formam o maior grupo religioso protestante (23%), o Wisconsin está entre os estados com mais luteranos dos Estados Unidos, perdendo apenas para o Minnesota, a Dakota do Sul e a Dakota do Norte, grande parte desse número deve-se aos descendente de alemães no estado, mais o número de escandinavos que são em sua maioria luteranos, além dos luteranos cerca de 32% da população segue outras vertentes protestantes, o estado tem um número significante de católicos (29%), que são em sua maioria descendentes de alemães católicos, irlandeses, franceses e poloneses, mais o número de imigrantes latinos e hispânicos que são em sua maioria católicos. O estado também possui religiões minoritárias, como judeus, muçulmanos e budistas e aproximadamente 12% de sua população não tem filiação religiosa. Em termos gerais o Wisconsin é considerado um estado moderadamente religioso, 46% da população adulta considera a religião algo muito importante em suas vidas, 33% considera a religião algo relativamente importante em suas vidas e 12% considera a religião algo não importante em suas vidas.
Em Wisconsin têm dezenas de congregações das Testemunhas de Jeová e um Salão de Assembleia na cidade de Janesville, local para grandes encontros.

### Principais cidades
| - Milwaukee - Madison - Green Bay - Kenosha - Racine - Appleton - Waukesha - Oshkosh - Eau Claire - Janesville - West Allis - Sheboygan - La Crosse - Fond du Lac | - Wausau - Manitowoc - Baraboo - Beloit - De Pere - Portage - Ripon - Superior - Watertown - Wauwatosa - Wisconsin Dells - Wisconsin Rapids |

## Economia

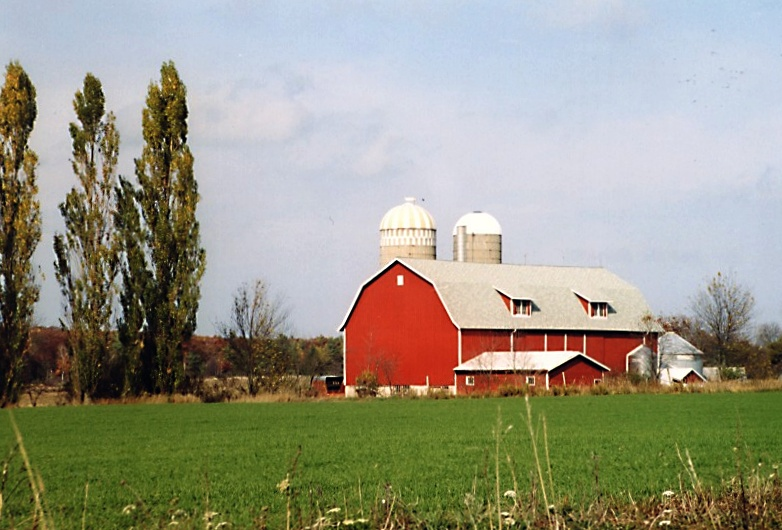
Fazenda no Wisconsin.

A economia do Wisconsin está concentrada primariamente e em grande parte no setor terciário. Em 2003, o produto interno bruto do estado foi de 157,761 bilhões de dólares. A renda per capita do estado foi de 29 412 dólares. A taxa de desemprego do Wisconsin é de 4,9%.
O setor primário responde por 2% do PIB do Wisconsin. A agricultura e a pecuária respondem por 1,95% do PIB do estado, e empregam cerca de 134 mil pessoas. O Wisconsin possui cerca de 75 mil fazendas, que cobrem 50% do estado. Os principais produtos cultivados ou criados no estado são milho, trigo e soja, além de gado, leite e carne bovina. A pesca e a silvicultura respondem juntas por 0,05% do PIB do estado e empregam aproximadamente dez mil pessoas.
O setor secundário responde por 32% do PIB do Wisconsin. A indústria de manufatura responde por 27% do PIB do estado e emprega aproximadamente 640 mil pessoas. O valor total dos produtos manufaturados no estado por ano é de 59 bilhões de dólares. Os principais produtos industrializados produzidos no estado são maquinário, alimentos industrializados, produtos de metal, papel, equipamentos de transportes e produtos eletrônicos em geral. A indústria de construção responde por 4,95% do PIB do estado e emprega cerca de 164 mil pessoas. A mineração responde por 0,05% do PIB do estado e emprega aproximadamente quatro mil pessoas. Os principais recursos naturais extraídos no estado são areia e arenito.
O setor terciário responde por 66% do PIB do Wisconsin. Serviços comunitários e pessoais respondem por 17% do PIB do estado, e empregam mais de 900 mil pessoas. Serviços financeiros e imobiliários respondem por 16% do PIB do estado, e empregam cerca de 224 mil pessoas. O comércio por atacado e varejo responde por 15% do PIB do Wisconsin e emprega mais de 724 mil pessoas. Serviços governamentais respondem por 11% do PIB do estado e empregam aproximadamente 393 mil pessoas. Transportes, telecomunicações e utilidades públicas respondem por 7% do PIB do estado e empregam cerca de 148 mil pessoas. Cerca de 70% da eletricidade gerada no estado é produzida em usinas termelétricas a carvão, 25% em usinas nucleares, e a maior parte do restante, em usinas hidrelétricas.

## Educação

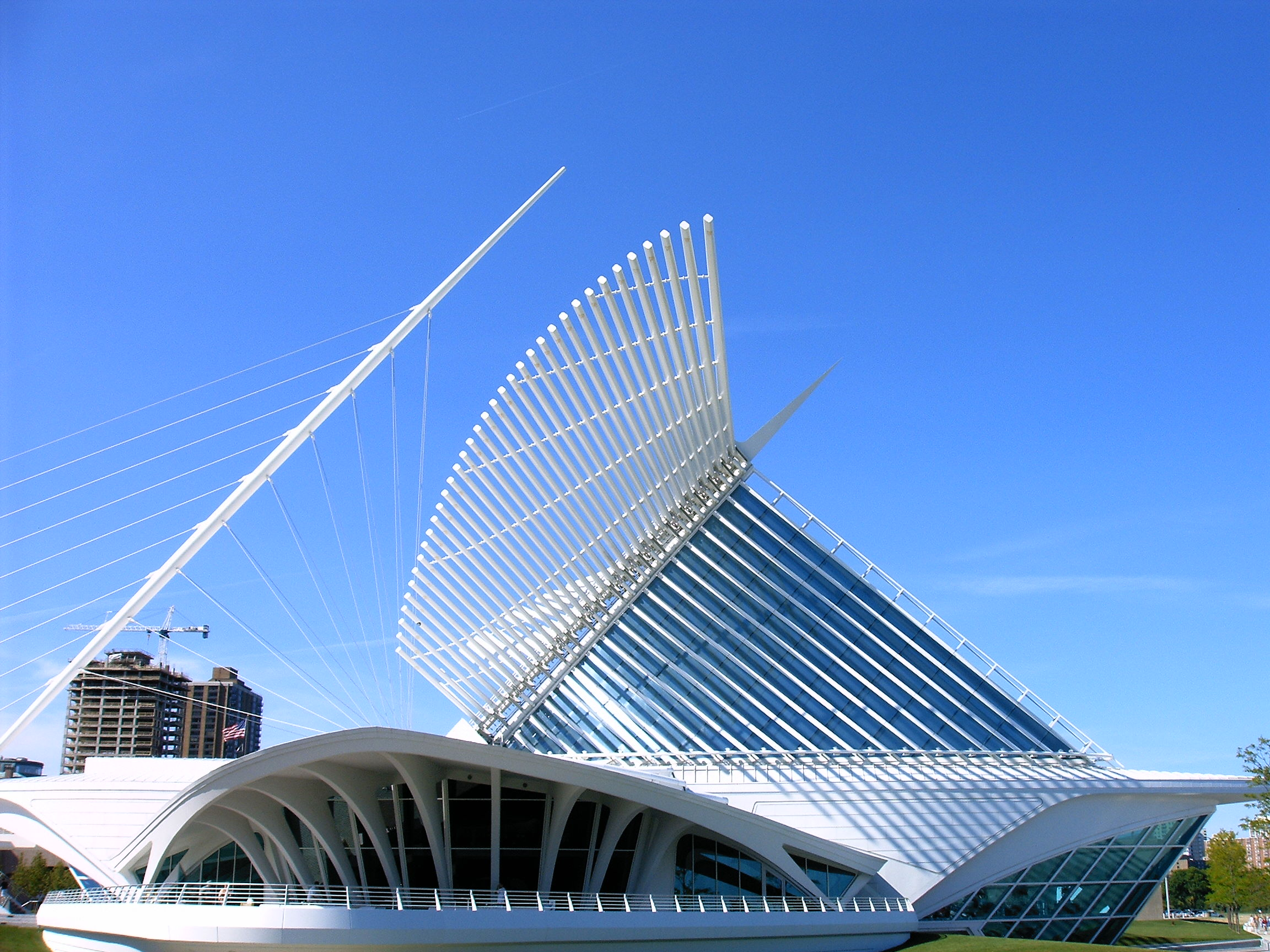
Museu de Arte de Milwaukee.

A primeira escola pública do Wisconsin foi fundada em 1845, por Michael Frank, em Kenosha. Três anos depois, em 1848, o governo do estado aprovou a criação de um sistema de educação pública, fundeado com verbas fornecidas pelo governo do estado. Esta lei obrigava toda criança e adolescente entre quatro e vinte anos de idade a frequentar a escola. Foi no Wisconsin que o primeiro jardim de infância americano foi fundado, em 1856, em Watertown.
Atualmente, todas as instituições educacionais no Wisconsin precisam seguir regras e padrões ditadas pelo Departamento Estadual de Educação do Wisconsin. Este departamento controla diretamente o sistema de escolas públicas do estado, que está dividido em diferentes distritos escolares. O departamento é liderado por um supierintendente de educação pública, que não pode ter nenhuma afiliação política, a mandatos de até quatro anos de duração. Cada cidade primária (city), diversas cidades secundárias (towns) e cada condado, é servida por um distrito escolar. Nas cidades, a responsabilidade de administrar as escolas é do distrito escolar municipal, enquanto que em regiões menos densamente habitadas, esta responsabilidade é dos distritos escolares operando em todo o condado em geral. O Wisconsin permite a operação de escolas charter - escolas públicas independentes, que não são administradas por distritos escolares, mas que dependem de verbas públicas para operarem. Atendimento escolar é compulsório para todas as crianças e adolescentes com mais de seis anos de idade, até a conclusão do segundo grau ou até os dezessete anos de idade.
Em 1999, as escolas públicas do estado atenderam cerca de 878,8 mil estudantes, empregando aproximadamente 60,8 mil professores. Escolas privadas atenderam cerca de 139,5 mil estudantes, empregando aproximadamente dez mil professores. O sistema de escolas públicas do estado consumiu cerca de 6,621 bilhões de dólares, e o gasto das escolas públicas foi de aproximadamente 8,1 mil dólares por estudante. Cerca de 89% dos habitantes do estado com mais de 25 anos de idade possuem um diploma de segundo grau.
O Wisconsin possui atualmente 379 sistemas de bibliotecas públicas que movimentam anualmente uma média de 9,2 livros por habitante. A primeira instituição de educação superior do Wisconsin foi a Faculdade Milton, fundada em Milton, em 1844. O estado possui atualmente 68 instituições de educação superior, dos quais 31 são públicas e 37 são privadas. O sistema público de universidades estaduais do Wisconsin é o Sistema de Universidades do Wisconsin, que administra 13 universidades localizadas em diversas cidades do estado.

## Transportes e telecomunicações
A primeira ferrovia inaugurada no Wisconsin, conectando Milkauwee e Waukesha, foi fundada em 1851. O Wisconsin, em 2002, possuía 5 588 quilômetros de ferrovias. Em 2003, o estado possuía 178 597 quilômetros de vias públicas, dos quais 1 199 quilômetros eram rodovias interestaduais, considerados parte do sistema federal rodoviário dos Estados Unidos. Atualmente, seis companhias ferroviárias fornecem serviço de transporte de carga no estado, e a Amtrack oferece serviço de transporte de passageiros entre dez cidades do Wisconsin. O principal centro ferroviário e aeroportuário do estado é Milkauwee, o principal centro rodoviário é Madison, e o principal centro portuário é Duluth. Milwaukee possui o aeroporto mais movimentado do estado, o Aeroporto Internacional de Milwaukee. Outros centros aeroportuários movimentados do Wisconsin são Madison e Green Bay.
O primeiro jornal publicado no Wisconsin foi o Green Bay Intelligencer, publicado pela primeira vez em Green Bay, em 1833. O jornal mais antigo do estado ainda em publicação, por sua vez, é o Milwaukee Sentinel, publicado pela primeira vez em 1837 em Milwaukee. O Milwaukee Sentinel fundiu-se com o Milwaukee Journal em 1995, criando o Milwaukee Journal Sentinel. Atualmente são publicados no Wisconsin cerca de 400 jornais, dos quais 33 são diários. São impressos no estado cerca de 250 periódicos. A primeira estação de rádio do Wisconsin foi fundada em 1919, na Universidade de Wisconsin em Madison. A primeira estação de televisão do estado foi fundada em 1947, em Milwaukee. Atualmente, o Wisconsin possui 238 estações de rádio - dos quais 94 são AM e 144 são FM - e 35 estações de televisão.

## Cultura

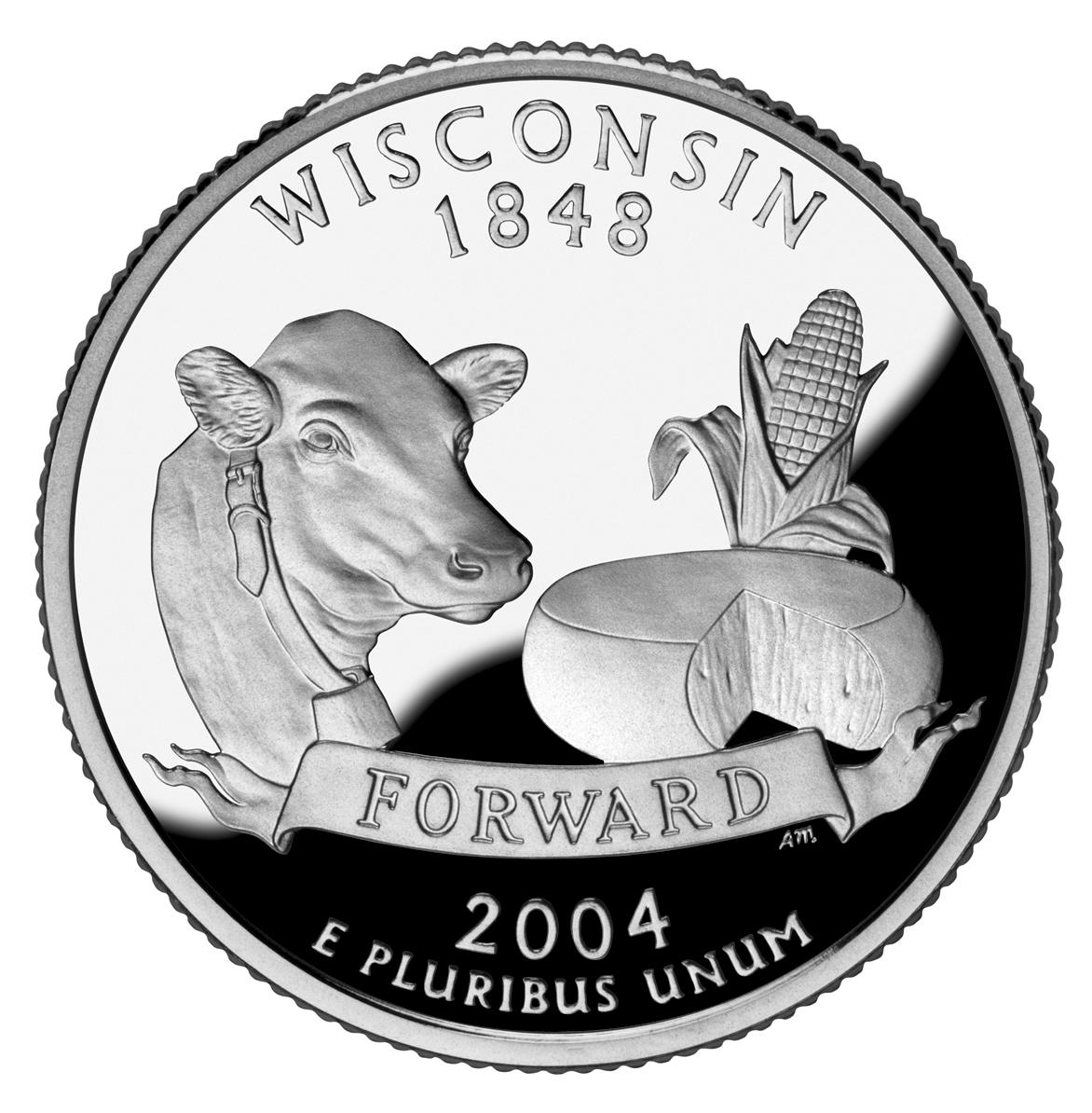
Moeda de 25 centavos do Wisconsin, mostrando uma cabeça de vaca, um pedaço de queijo e uma espiga de milho. O estado possui um dos maiores rebanhos de gado bovino do país, e é a maior produtora nacional de queijo e uma das maiores produtoras nacionais de milho.

Um destino popular para música ao vivo, em Wisconsin, é o Sarge Boyd Bandshell em Owen Park, onde a Banda Municipal de Eau Claire apresenta entretenimento gratuito voltado para a família durante todo o verão.

## Esportes

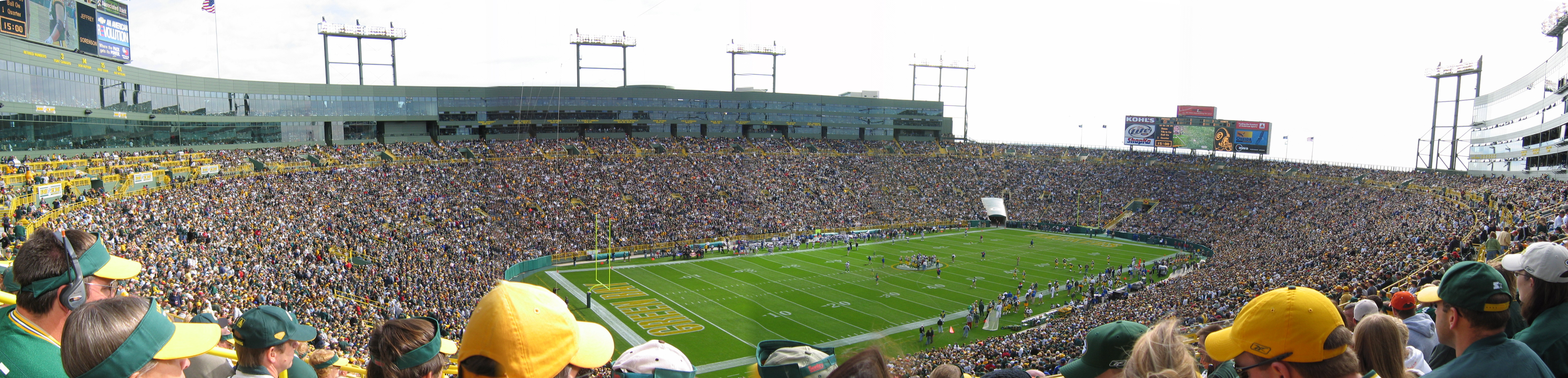
Lambeau Field em Green Bay, casa do Green Bay Packers.

Wisconsin é representado por equipes das principais ligas em três esportes: futebol americano, beisebol e basquetebol. O Lambeau Field, localizado em Green Bay, abriga o Green Bay Packers da NFL. O Packers faz parte da NFL desde a segunda temporada da liga em 1921 e detém o recorde de mais títulos da liga, conquistando a cidade de Green Bay com o apelido de "Titletown USA". Os Packers são a menor franquia da cidade na NFL e a única pertencente a acionistas em todo o estado. A franquia foi fundada por Curly Lambeau, que jogou e treinou no time. O Green Bay Packers é uma das franquias de esportes profissionais de mercado pequeno de maior sucesso no mundo, venceu 13 campeonatos da NFL, incluindo os dois primeiros jogos do Campeonato da AFL-NFL (Super Bowls I e II), Super Bowl XXXI e Super Bowl XLV.
O Milwaukee Brewers, o único time de beisebol da MLB, joga no Miller Park em Milwaukee. Em 1982, o Brewers venceu o Campeonato da Liga Americana, marcando sua temporada de maior sucesso. A equipe mudou da Liga Americana para a Liga Nacional a partir da temporada de 1998. Antes dos Brewers, Milwaukee tinha duas equipes anteriores da MLB. O primeiro time, também chamado de Brewers, jogou apenas uma temporada na recém-fundada Liga Americana em 1901, antes de se mudar para St. Louis e se tornar o Browns, que agora é o Baltimore Orioles. Milwaukee também foi o lar da franquia Braves quando eles se mudaram de Boston de 1953 para 1965, vencendo a World Series em 1957 e o galhardete da Liga Nacional em 1958, antes de se mudarem para Atlanta e se tornarem o atual Atlanta Braves.
O Milwaukee Bucks é o time de basquetebol da NBA, mandam seus jogos no Fiserv Forum. O Bucks venceu o campeonato da NBA em 1971 e 2021.